# Архиепархия Санта-Марии
Архиепархия Санта-Марии (лат. Archidioecesis Sanctae Mariae) –   архиепархия Римско-католической церкви c центром в городе Санта-Мария,  Бразилия. В митрополию Санта-Марии входят епархии Кашуэйра-ду-Сула, Крус-Алты, Санта-Крус-ду-Сула, Санту-Анжелу, Уругуаяны. Кафедральным собором  архиепархии Санта-Марии является собор Непорочного Зачатия Пресвятой Девы Марии.  

## История
15 августа 1910 года Римский папа Пий X выпустил буллу Praedecessorum Nostrorum, которой учредил епархию Санта-Марии, выделив её из епархии Сан-Педру-ду-Рио-Гранди (сегодня – Архиепархия Порту-Алегри). 
В следующие годы епархия Санта-Марии передала часть своей территории для возведения новых церковных структур:
- 10 марта 1951 года – епархии Пасу-Фунду (сегодня – Архиепархия Пасу-Фунду);
- 22 мая 1961 года – епархии Фредерику-Вестфалена;
- 27 мая 1971 года – епархии Крус-Алты;
- 17 июля 1991 года – епархии Кашуэйра-ду-Сула.

13 апреля 2011 года епархия Санта-Марии была возведена в ранг архиепархии. 

## Ординарии архиепархии
- епископ Miguel de Lima Valverde  (6.02.1911 — 10.02.1922) – назначен архиепископом Олинды-и-Ресифи;
- епископ Ático Eusébio da Rocha  (27.10.1922 — 17.12.1928) – назначен епископом Линса;
- епископ Antônio Reis  (31.07.1931 — 14.09.1960);
- епископ Luís Victor Sartori  (14.09.1960 — 10.04.1970);
- епископ Érico Ferrari  (29.04.1971 — 29.04.1973);
- епископ José Ivo Lorscheiter  (5.02.1974 — 24.03.2004);
- архиепископ Hélio Adelar Rubert (24.03.2004 — 2.06.2021, в отставке);
- архиепископ Leomar Antônio Brustolin (2.06.2021 — по настоящее время).

## Источник
- Annuario Pontificio, Ватикан, 2007